# Anne Sheepshanks
Anne Sheepshanks (1794-8 de febrero de 1855) fue una benefactora británica, que contribuyó con sus donaciones a las actividades de la Real Sociedad Astronómica.

## Semblanza
Sheepshanks nació en Leeds en 1794. Era hija de Joseph, fabricante de telas, y de Ann, originaria de Kendal. Tuvo dos hermanos, John y Richard. En 1819, su hermano Richard fue décimo wrangler, graduándose en el Trinity College (Cambridge). Anne se fue a vivir con él a la localidad de Reading, y cuando su hermano falleció en 1855 sin haberse casado, se convirtió en su heredera. Entregó 196 libros de la colección de sus hermanos a la Real Sociedad Astronómica.
Sheepshanks también donó 10.000 libras al Observatorio de Cambridge. Este fondo se usó para adquirir un telescopio fotográfico moderno para el observatorio, que fue bautizado con su nombre, y también para establecer la beca Sheepshanks.  Fue nombrada miembro honorario de la Real Sociedad Astronómica.

## Eponimia
- El cráter lunar Sheepshanks lleva este nombre en su honor, uno de los pocos cráteres lunares con un epónimo dedicado a una mujer.[5]